# مرزا بشير الدين محمود
مرزا بشير الدين محمود هو الخليفة الثاني للمهدي والمسيح الموعود مرزا غلام أحمد حسب اعتقاد الأحمديين.

## مولده
ولد الخليفة الثاني مرزا بشير الدين محمود أحمد في قاديان بالهند في الثاني عشر من يناير عام 1889م حسب بشارات تلقاها والده قبل ولادته كما يؤمن أتباعه. تلقى الدين تعليمه في المدرسة الابتدائية الداخلية ومن ثم المدرسة العليا لتعليم الإسلام عند إطلاقها. دام عهد خلافته منذ عام 1914م حتى عام 1965م. قاد خلالها الجماعة الأحمدية واتخذ خطوات واسعة.

## نشر الإسلام
أسس بشير الدين نظاماً محكماً لنشر تعاليم الإسلام داخل البلاد وخارجها وأبدى رغبته بوجود رجال يتقنون لغات متعددة من أجل سهولة نشر الإسلام ولذلك الهدف أسس هيئة دعوة التبليغ في العام 1919م والمدرسة الإسلامية الأحمدية ومن خلالهما سعى لتأمين بعثات تبشيرية إسلامية مما أدى إلى افتتاح مراكز تبشيرية في 46 بلد إسلامي في ذلك الوقت.

### الفهم القرآني
صرح في كتاب (التفسير الكبير – المجلد السادس 6 الصفحة 483) بأن معظم العلوم والحقائق القرآنية قد أحاط بها عن طريق الإلهام وأن الله تعالى وهبه روحا معرفية وموسوعية وفهما عميقا للقرآن الكريم وموهبة الإقناع، وقد تحدى الكثيرين في ذلك إلا أن أحداً لم يستطع أن يقف أمامه. وقد اعترف بذلك زعيم إسلامي بارز وهو: (مولوي ظفر علي خان) المحرر في صحيفة (Zamindar) اليومية في مدينة لاهور، ورغم أن قلمه كان شديد المرارة تجاه الجماعة الإسلامية الأحمدية قال ما ترجمته: «اسمعوا بآذان مفتوحة، أنتم وشركاؤكم لن تستطيعوا الصمود أمام ميرزا محمود حتى يوم القيامة. إن ميرزا محمود يملك القرآن معه، وعنده معرفة قرآنية عميقة، فماذا لديكم أنتم؟..أنتم لم تقرؤوا القرآن حتى في المنام.» (Ek Khofnak Saazish الصفحة 196).

#### ترجمة وطباعة معاني القرآن الكريم في عدة لغات
سعى إلى توجيه الجماعة للعمل على ترجمة معاني القرآن الكريم إلى عدة لغات هامة في العالم حتى يتزود هؤلاء الذين لا يعرفون العربية بحكمة وعظمة هذا الكتاب السماوي وأكمل هذا العمل الخليفة الثالث والخليفة الرابع للمهدي (حسب اعتقاد الأحمديين).

##### التدريب الروحي للجماعة
حرص على العديد من العوامل التي تغرس الشخصية الروحية عند أتباعه منها:
- أكد على النظام الروحي للخلافة على أسس متينة وصرح قائلاً: الخلافة هي مركز وصدر النور السماوي فتمسكوا بها.

- أقام هيئات مستقلة في الجماعة الإسلامية الأحمدية وهي:

1. هيئة أنصار الله للرجال فوق ال40 سنة .
2. هيئة خدام الأحمدية للشباب تحت ال40 .
3. هيئة أطفال الأحمدية للذكور تحت ال15 سنة
4. هيئة للجنة إماء الله للسيدات فوق ال 15 سنة.
5. هيئة ناصرات الأحمدية للفتيات تحت ال 15 سنة.

##### تعبئة الجماعة من أجل التضحيات
لقد خطط الخليفة الثاني وأعاد تنظيم الهيكل المالي للجماعة بوضع خطط أولية متنوعة مما يشجع على المساهمة والتبرعات ومنها:
- صندوق التحريك الجديد: الذي كان له الفضل الأكبر في إرسال البعثات التبشيرية في بلاد بعيدة وتمويلها بالشكل الذي تستطيع فيه تأسيس المساجد والمستشفيات والمدارس.

- صندوق الوقف الجديد: وهدفه إرسال المعلمين والمبشرين بعد إعدادهم إعدادا روحيا وعلميا إلى مناطق متعددة داخل وخارج الهند.

###### زياراته التفقدية
رغم مشاغل الخليفة الثاني وحمل المسؤوليات، إلا انه زار أوروبا مرتين.
المرة الأولى في عام 1924 ليشارك في مؤتمر الأديان ويفتتح مسجد «بيت الفضل» في 19 تشرين الثاني (نوفمبر) مع 11 مرافقـا. ثم زيارة سريعة إلى دمشق وفلسطين ومصر. وقد عبر إيطاليا وفرنسا ليصل إلى إنكلترا. وأما زيارته لإنكلترا فقد كان لها صدى إعلامي. وظهرت صوره في الصحف تقديرا لمكانته.
زيارته الثانية كانت في نيسان (إبريل) 1955م وخلالها زار دمشق وبيروت وجنيف وزيوريخ وهامبورغ, وصل لندن للعلاج من محاولة فاشلة لاغتياله حيث عانى من مرض معين. لكن رغم ألمه فتح عدة بعثات في أوروبا.

## وصلات خارجية
الجماعة الإسلامية الأحمدية